# Acanthocasis
Acanthocasis é um gênero de mariposa pertencente à família Acrolepiidae.